# 司馬弈
司馬弈（3世纪—3世纪），西晉宗室，義陽成王司馬望長子、竟陵王司馬楙長兄。

## 生平
司馬弈官至黃門郎。早於父親司馬望逝世。亦因其二弟司馬洪出繼叔父昌武亭侯司馬遺，由其三弟司馬整為世子。司馬整亦早於司馬望逝世。泰始七年（271年），司馬望死後，以司馬弈之子司馬奇承襲義陽王爵位。